# O' Jerusalem
O' Jerusalem è un film del 2006 diretto da Elie Chouraqui, tratto dal saggio storico Gerusalemme! Gerusalemme!, scritto da Dominique Lapierre e Larry Collins.

## Trama
New York, 1946. La bella amicizia tra l'ebreo Bobby e l'arabo Saïd subisce una profonda trasformazione durante gli avvenimenti che infiammano la Gerusalemme di quegli anni. Dopo essere sbarcati in Terra Santa, i due protagonisti passano dall'essere fratelli a nemici rispecchiando, nel loro piccolo, l'infinito conflitto che separerà due culture e due popoli.

## Distribuzione
Il film è uscito nelle sale inglesi il 18 ottobre 2006, mentre in Italia è uscito il 23 novembre 2007 distribuito da Medusa.